# Педро Кастильский, сеньор де Камерос
Педро Кастильский (исп. Pedro de Castilla; 1290, Вальядолид — 25 июня 1319, Пинос-Пуэнте) — кастильский инфант, сеньор де лос Камерос, Альмасан, Берланга, Монтеагудо и Сифуэнтес, майордом короля Фердинанда IV (1310—1311), один из регентов Кастильского королевства в 1313—1319 годах.

## Биография
Родился в 1290 году в Вальядолиде. Четвёртый сын Санчо IV (1258—1295), короля Кастилии и Леона (1284—1295), и Марии де Молины (1265—1321). По отцовской линии он был внуком короля Кастилии Альфонсо X и королевы Виоланты Арагонской (дочери короля Хайме I Арагонского), а по материнской линии — инфанта Альфонсо де Молины, сына короля Леона Альфонсо IX, и его жены, Майор Альфонсо де Менесес.
В 1311 году инфант Педро женился на Марии Арагонской (1299—1347), дочери короля Арагона Хайме II и его второй жены, Бланки Анжуйской. Их единственный ребёнок, Бланка (1319—1375), родилась после смерти Педро. В возрасте 10 лет её выдали замуж за пятилетнего португальского инфанта Педру, но спустя восемь лет брак был аннулирован.
В 1310—1311 годах инфант Педро занимал должность майордома при своем старшем брате, короле Кастилии Фердинанде IV. В 1312 году после смерти Фердинанда IV на королевский престол вступил его единственный сын Альфонсо XI Справедливый (1311—1350), которому тогда был один год. Сразу же началась борьба за управление в королевстве. Право управлять страной за малолетнего короля оспаривало несколько его родственников. В 1313 году было заключено соглашение в Паласуэлосе, в результате которого регентами королевства были назначены инфант Педро (брат короля Фердинанда IV), инфант Хуан де Тарифа (брат короля Санчо IV), а также мать Альфонсо — Констанса Португальская, и бабушка — Мария де Молина, вдова короля Санчо IV. Констанса, мать Альфонсо XI, умерла в 1313 году. Главной среди регентов стала Мария де Молина. В 1315 году кортесы в Бургосе подтвердили состав регентского совета. Во время споров о регентстве в 1312—1315 годах, которые часто перестали в открытые конфликты, Педро поддерживал свою мать Марию де Молина и часто конфликтовал с дядей Хуаном де Тарифа.
В 1316 году инфант Педро Кастильский возглавил военную экспедицию против Гранадского эмирата. По данным христианских источников, он одержал большую победу на поле боя, но не смог взять штурмом два замка. Мусульманские источники не упоминают об этой победе. В 1317 году инфант Педро вторично предпринял военную кампанию против Гранады, снял осаду Гибралтара и захватил замок Бельмес-де-ла-Мораледа. В 1319 году, получив одобрение от папы римского на крестовый поход против Гранады, инфанты Педро и Хуан совместно возглавили экспедицию и осадили крепость Тискар. Они разделили кастильскую армию и попали в засаду мусульман. 25 июня 1319 года инфанты и регенты Педро и Хуан Кастильские потерпели сокрушительное поражение от мусульман, известном как катастрофа Вега-де-Гранада (или битва при Сьерра-Эльвире).